# Trio me' Bumba
Trio me' Bumba är en svensk musikgrupp som bildades i maj 1957 på Söder i Stockholm. Medlemmarna sedan start har varit Jan Harg, Bertil Lindblom, Tommy Wener och Jan-Erik "Bumba" Lindqvist. Sångaren Tommy Wener avled 2002 och ersattes av Rolf Larsson.
Trio me' Bumba var som störst under 1960-talet då de tävlade om publikens gunst mot andra populära orkestrar som Sven-Ingvars och Sten & Stanley. De slog igenom 1963 med Spel-Olles gånglåt som låg 30 veckor på Svensktoppen, samma år turnerade de tillsammans med Beatles. 1969 medverkade gruppen i filmen Åsa-Nisse i rekordform, de har även uppträtt i revyer och turnerat med artister som Cornelis Vreeswijk, Siw Malmkvist och Thore Skogman.
Gruppen har spelat in över 250 melodier på skiva och belönats med ett flertal guldskivor. Deras mest kända låt är Man ska leva för varandra som utkom på singel 1968.

## Diskografi - Urval
- 1963 - Spel-Olles gånglåt
- 1964 - Visor från Söder
- 1966 - Trio me' Bumba
- 1969 - De' e' så kul!
- 1969 - Den som väntar på nåt gott
- 1971 - Det kan svänga till
- 1972 - Jubileums-LP
- 1974 - Trio me' Bumba blandar och ger
- 1975 - Säkra kort
- 1978 - På turné med Trio me' Bumba
- 1979 - De 20 mest önskade
- 1980 - En kis från Söder
- 1982 - Ska man inte va gla'
- 2002 - Man ska leva för varandra (samlingsalbum)
- 2006 - Kulörta schlagers

## Övrigt
Trio me' Bumba agerade förband åt Beatles i Göteborg den 27 oktober och i Eskilstuna Sporthall den 29 oktober 1963. De upprepade spelningen 50 år senare på samma datum och i samma lokal, med samma medlemmar minus Tommy Wener som avled 2002. Publiken uppgick till 1 400 personer.

## Medlemmar 2017

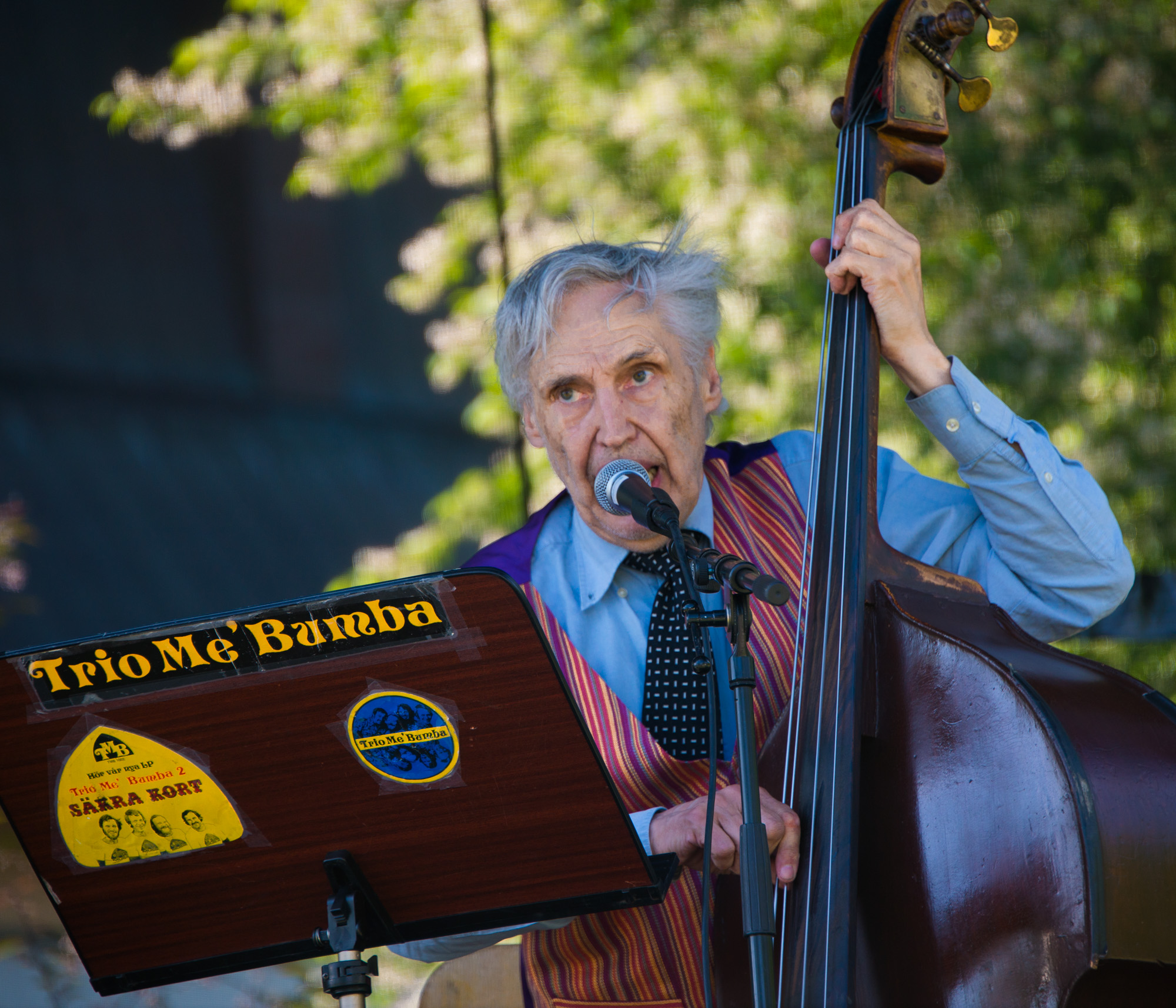
Jan-Erik "Bumba" Lindqvist.
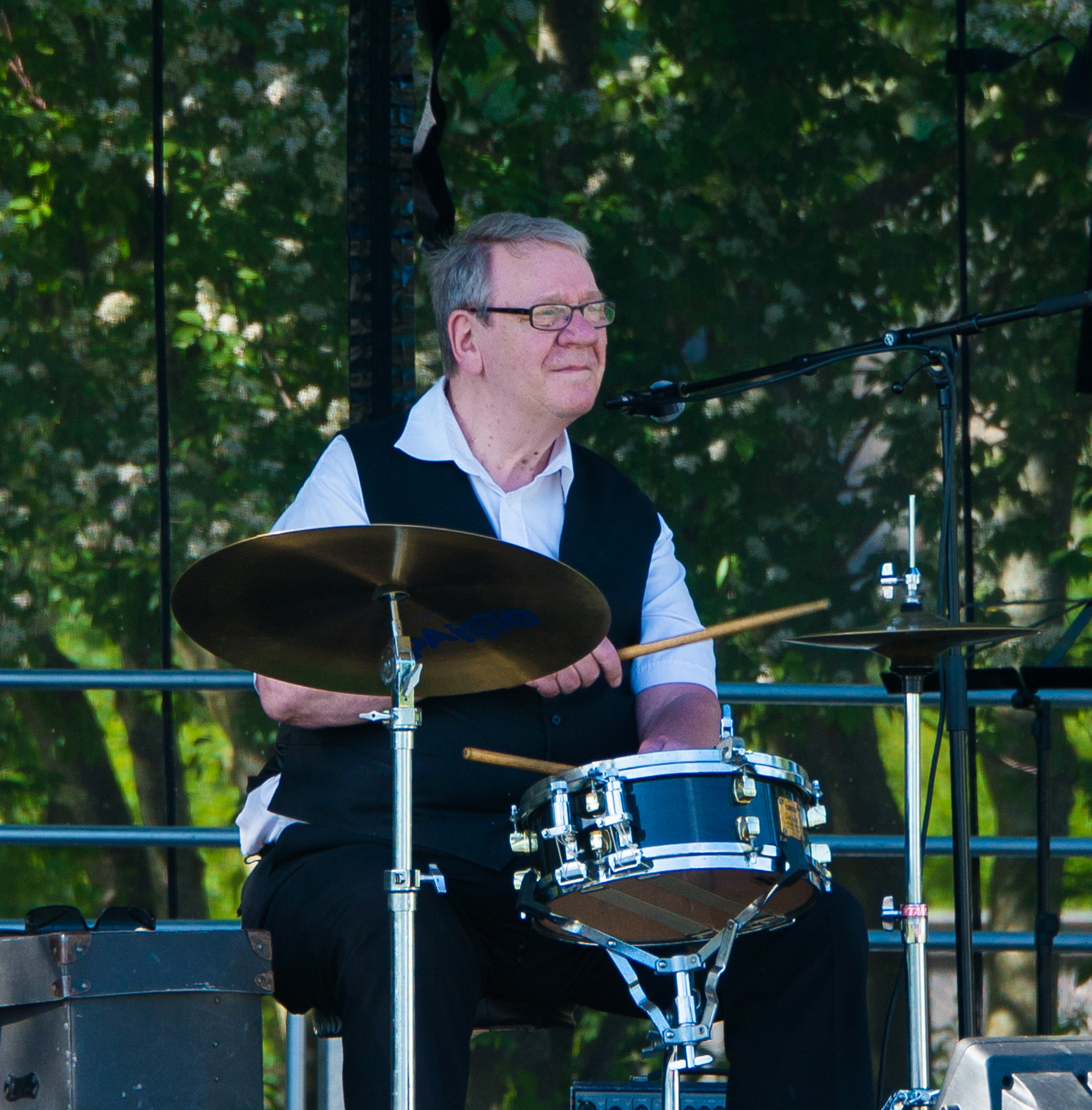
Jan Harg.
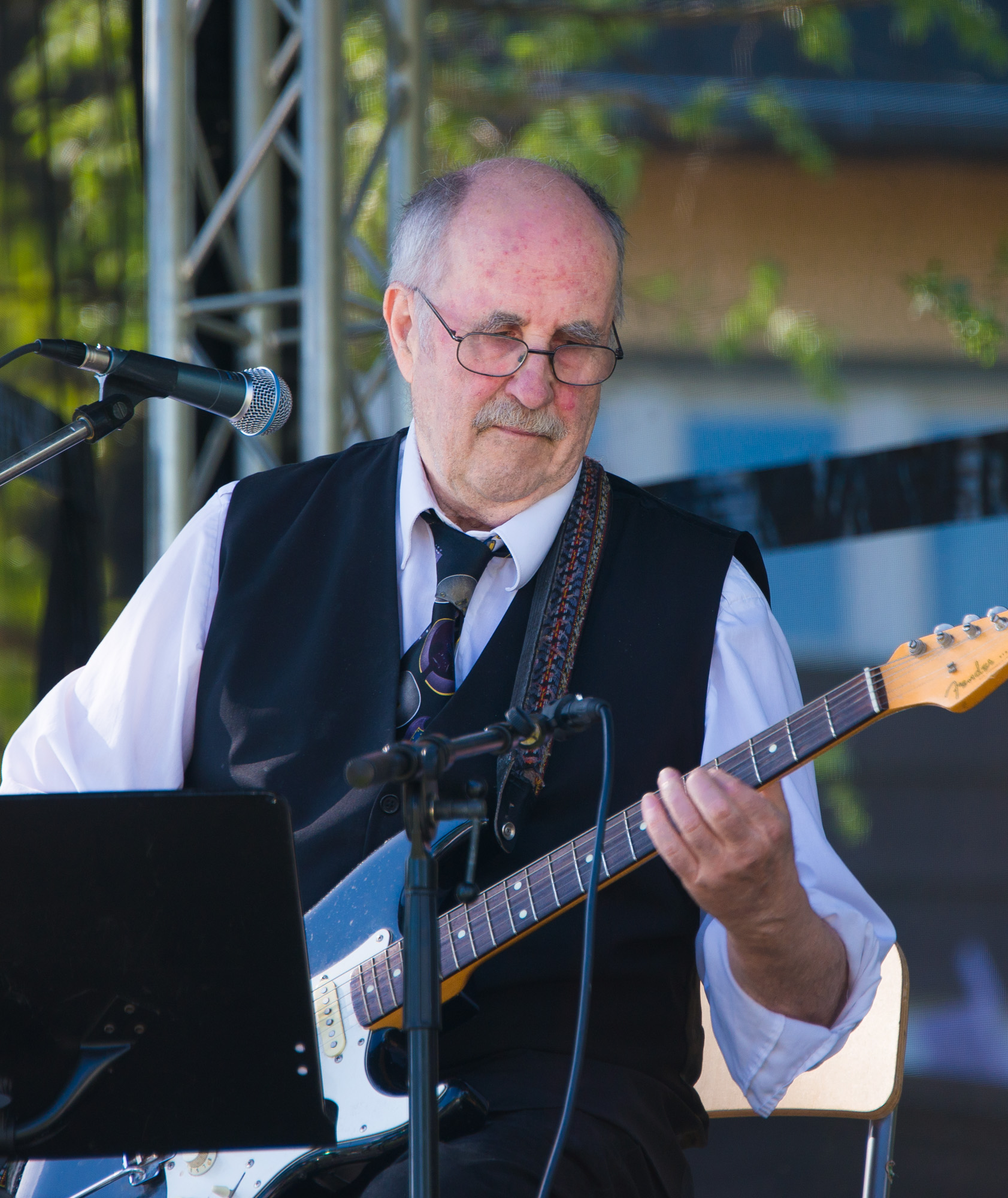
Bertil Lindblom.

### Fotnoter
1. ↑  ”SVENSKTOPPEN”. Sveriges Radio. https://sverigesradio.se/diverse/appdata/isidor/files/2023/3461.txt. Läst 6 augusti 2016.